# Leptataspis perakensis
Leptataspis perakensis är en insektsart som beskrevs av Victor Lallemand 1923. Leptataspis perakensis ingår i släktet Leptataspis och familjen spottstritar. Inga underarter finns listade i Catalogue of Life.